# Hinnøy (Schiff)
Die Hinnøy ist eine Doppelendfähre der norwegischen Reederei Torghatten Nord.

## Geschichte
Die Fähre wurde von The Norwegian Ship Design Company entworfen, wo sie als Typ NSD120CFc geführt wird. Die im März 2022 bestellte Fähre wurde unter der Baunummer NB1091 auf der türkischen Werft Cemre Shipyard für die norwegische Reederei Torghatten Nord gebaut. Die Kiellegung fand am 14. September 2022, der Stapellauf am 6. Dezember 2023 statt. Die Fertigstellung der Fähre erfolgte am 10. April 2025.
Die Fähre wurde am 6. Juni 2025 in Dienst gestellt. Sie verkehrt im Verlauf der Riksvei 85 über den Vestfjord zwischen Bognes und Lødingen auf der Insel Hinnøya, nach der die Fähre benannt ist.

## Technische Daten und Ausstattung
Die Fähre wird elektrisch von zwei Elektromotoren mit jeweils 1800 kW Leistung angetrieben. Die Elektromotoren wirken auf zwei Schottel-Propellergondeln mit Verstellpropeller, von denen sich jeweils eine an den beiden Enden der Fähre befindet. Die Elektromotoren werden aus Akkumulatoren mit einer Kapazität von 4750 kWh gespeist. An den beiden Fähranlegern stehen Ladestationen mit einer Kapazität von 9200 kWh zur Verfügung, an denen die Akkumulatoren geladen werden können. Zusätzlich stehen an Bord vier von Scania-Dieselmotoren des Typs DI16 M90 mit jeweils 640 kW Leistung angetriebene Generatoren zur Verfügung, die beim Ausfall der Stromversorgung durch die Akkumulatoren für die Stromerzeugung genutzt werden können. Die Dieselmotoren werden mit Biodiesel betrieben. Antriebs- und Energiesysteme der Fähre sind redundant ausgelegt, so dass beim Ausfall eines Systems die Fähre durch das verbliebene System angetrieben werden kann.
Die Fähre verfügt über ein durchlaufendes, 102 m langes Fahrzeugdeck, das über Zufahrten von beiden Enden der Fähre zugänglich ist. Die Zufahrten befinden sich hinter nach oben aufklappbaren Visieren. Das Fahrzeugdeck ist vollständig geschlossen. Oberhalb des Fahrzeugdecks befinden sich die Decks mit den Passagiereinrichtungen, den Einrichtungen für die Schiffsbesatzung, Schiffsbetriebsräume und das mittig aufgesetzte Steuerhaus. Auf dem Passagierdeck stehen unter anderem Aufenthaltsräume und ein Schnellrestaurant sowie offene Decksbereiche mit Sitzgelegenheiten zur Verfügung.